# Яндль, Эрнст
Эрнст Яндль (нем. Ernst Jandl; 1 августа 1925, Вена — 9 июня 2000, Вена) — австрийский поэт, последовательный и радикальный экспериментатор.

## Биография
Участник Второй мировой войны, попал в американский плен, освобожден в 1949 году. Изучал германскую и английскую филологию. Преподавал в гимназии (1949—1979). Как поэт дебютировал в 1952 году, первую книгу стихов выпустил в 1956 году. В 1954 году женился на Фридерике Майрёккер, с которой прожил всю жизнь, они написали вместе ряд произведений.

## Творчество
Испытал влияние дадаизма, был близок к конкретной поэзии, его творчество пронизано духом игры. Переводил Гертруду Стайн, Джона Кейджа, Роберта Крили.

## Произведения

### Прижизненные издания
- laut und luise, 1966
- sprechblasen, gedichte, 1968
- der künstliche baum, 1970
- flöda und der schwan, 1971
- die männer, 1973
- dingfest, gedichte, 1973
- serienfuss, 1974
- für alle, 1974

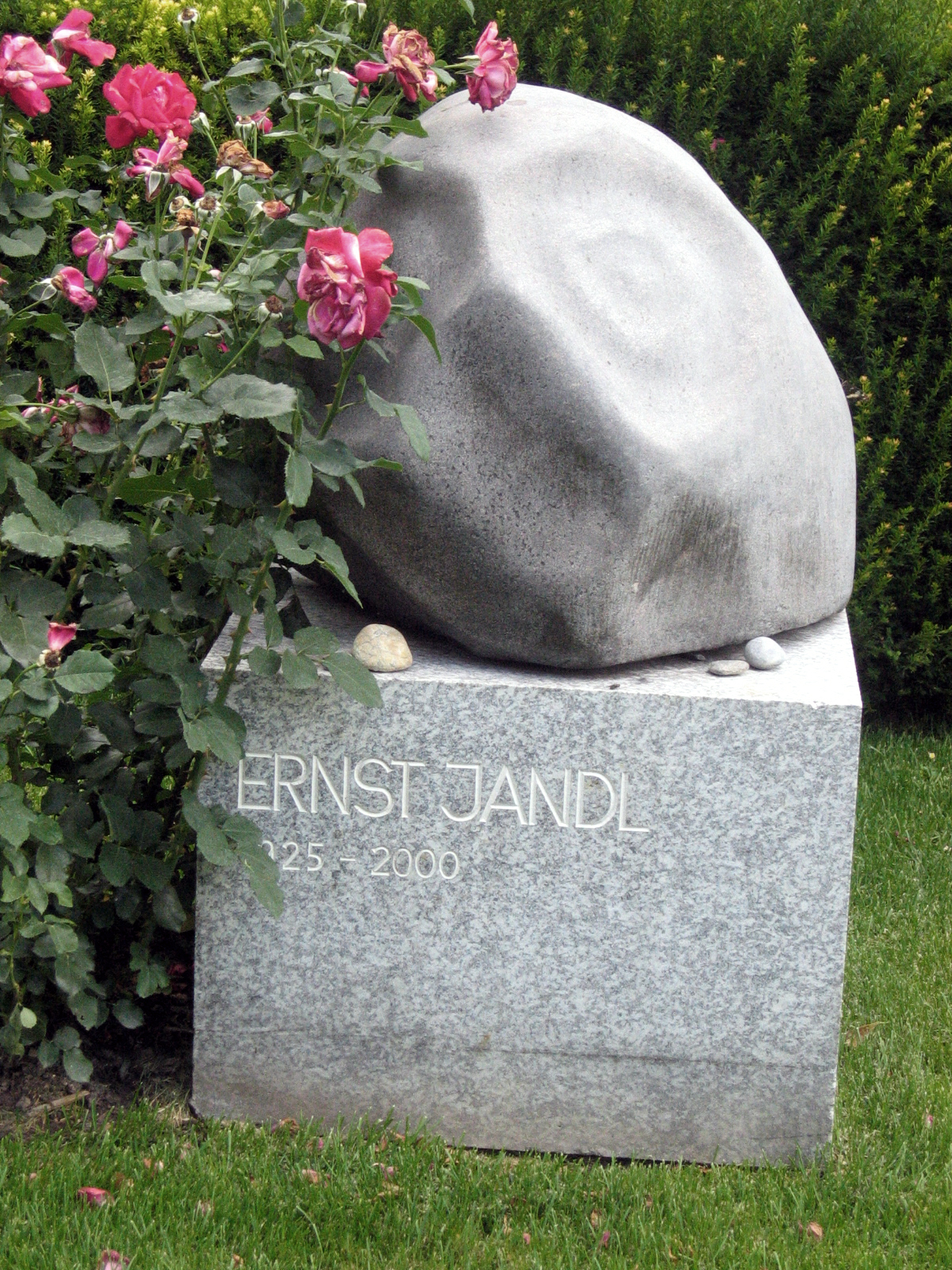
Надгробие Эрнста Яндля на Центральном кладбище в Вене

- die schöne kunst des schreibens, 1976
- die bearbeitung der mütze, gedichte, 1978
- Aus der Fremde, Sprechoper in 7 Szenen, 1980
- der gelbe hund, gedichte, 1980
- selbstporträt des schachspielers als trinkende uhr, gedichte, 1983/1986
- Das Öffnen und Schließen des Mundes, Frankfurter Poetik-Vorlesungen, 1985
- idyllen, gedichte, 1989
- stanzen, 1992
- peter und die kuh, gedichte, 1996
- lechts und rinks, gedichte statements peppermints, 1997
- Poetische Werke, 10 Bände, 1997
- Autor in Gesellschaft, Aufsätze und Reden, 1999
- aus dem wirklichen Leben, gedichte und prosa, 1999

### Посмертные издания
- Jandls Ernst, 2000
- Letzte Gedichte, 2001
- Ottos Mops, Bilderbuch, 2001
- Briefe aus dem Kfrieg 1943—1946, 2005

## Признание
Лауреат многочисленных литературных премий Австрии и ФРГ, включая премию Георга Бюхнера (1984). Австрийский почётный знак За науку и искусство (1990). Почётный знак За заслуги перед Австрийской Республикой (1996). Член Немецкой академии языка и поэзии.
В 2001 в Австрии учреждена международная поэтическая премия имени Эрнста Яндля.